# Општина Видем
Општина Видем (словен. Videm) је једна од општина Подравске регије у држави Словенији. Седиште општине је насеље Видем при Птују.

## Природне одлике
Рељеф: Општина Видем налази се у источном делу Словеније, у словеначком делу Штајерске. Јужна граница општине је истовремено и државна граница са Хрватском. Општина јужним делом се простире у средишњем делу горја Халозе. Северни део општине се налази у долини реке Драве.
Клима: У општини влада умерено континентална клима.
Воде: У северном делу општине налази се ушће реке Дравиње у Драву. У јужном делу општине теку само потоци, притоке две споменуте реке.

## Становништво
Општина Видем је средње густо насељена.

## Насеља општине
| - Барисловци - Белавшек - Берињак - Вареја - Велика Варница - Велики Окич - Видем при Птују - Градишче | - Долена - Дравци - Дравињски Врх - Згорња Пристава - Згорњи Лесковец - Јуровци - Ланцова вас | - Љубстава - Мајски Врх - Мала Варница - Побрежје - Поповци - Репишче - Села - Скоришњак | - Совиче - Сподњи Лесковец - Стрмец при Лесковцу - Трдобојци - Трновец - Тржец - Штурмовци |  |

## Додатно погледати
- Видем при Птују